# Carsten Andörfer
Carsten Andörfer (* 4. Juli 1963 in Potsdam) ist ein deutscher Schauspieler, Sänger und Theaterregisseur.
Nach der Berufsausbildung mit Abitur zum Schlosser absolvierte er ein Schauspielstudium an der
Theaterhochschule „Hans Otto“ Leipzig und am Staatsschauspiel Dresden. Theater-Engagements: Düsseldorfer Schauspielhaus, DNT Weimar, Bremer Theater, Vereinigte Bühnen Krefeld-Mönchengladbach. Carsten Andörfer ist der Gründer und Sänger der Bremer Band FLUT. Er wirkte bereits in zahlreichen Fernsehproduktionen wie zum Beispiel Alphateam, Der Clown, Schloss Einstein, Die Rettungsflieger und Im Namen des Gesetzes mit. Derzeit arbeitet er freischaffend als Schauspieler, Sänger, Regisseur und ist seit 2009 Mitinhaber vom Eiscafé „Fräulein Frost“ in Berlin.

## Filmografie

### Film und Fernsehen
- 1975: Die Forelle (DEFA)
- 1991: Fest im Sattel
- 1991: Sie und Er
- 1992: Fall für Zwei
- 1993: Air Albatros
- 1996: Gefangen
- 1997: Alphateam
- 1999: Alphateam
- 1999: Aus gutem Hause
- 2000: Solange es Männer gibt
- 2000: Ich kaufe mir einen Mann
- 2000: Herzschlag
- 2001: Alphateam
- 2001: Der Clown (Fernsehserie 1 Folge: Die Elster (als Polizist Böhm))
- 2001: Schloss Einstein
- 2001: Die Rettungsflieger
- 2001: Alphateam
- 2002: Bügelfee im Börsenrausch
- 2002: Schloss Einstein
- 2002: Wunschkinder
- 2003: Schloss Einstein
- 2003: Im Namen des Gesetzes
- 2003: Alphateam
- 2003: Wunschkinder und andere Zufälle
- 2004: Alarm für Cobra 11 – Die Autobahnpolizei
- 2004: Der Dicke
- 2004: Alphateam
- 2009: Gute Zeiten, schlechte Zeiten